# Canarium wilsonorum
Canarium wilsonorum is een slakkensoort uit de familie van de Strombidae. De wetenschappelijke naam van de soort is voor het eerst geldig gepubliceerd in 1967 door Abbott.